# Vasyl Hrytsak
Vasyl Serhiyovyyj Hrytsak (ukrainska: Василь Сергійович Грицак) född 14 januari 1967, är en ukrainsk general. Han var chef för Ukrainas säkerhetstjänst från 18 juni 2015 till 20 maj 2019.